# Jost Schieren

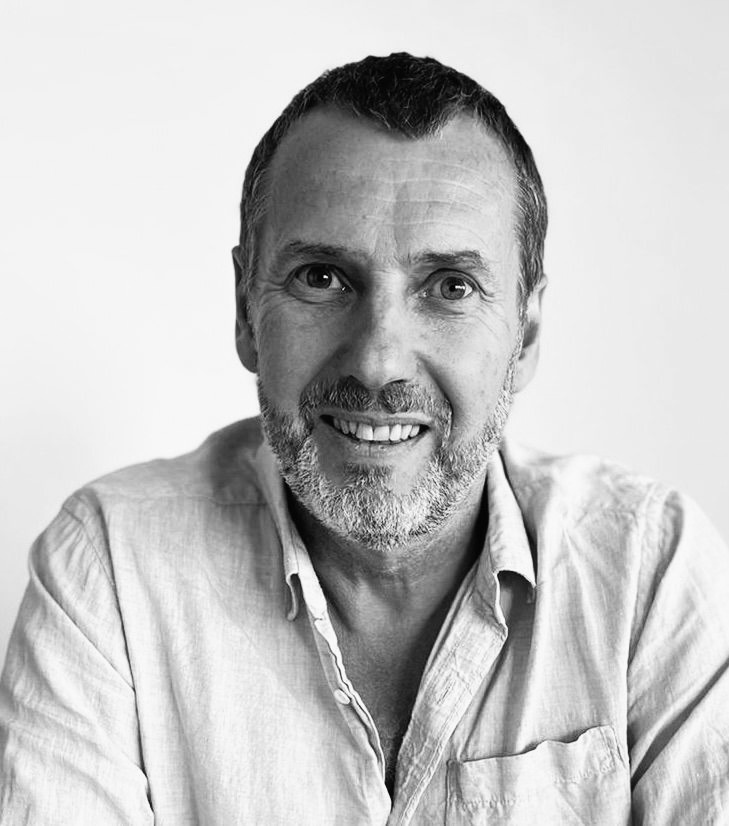
Jost Schieren (2022)

Jost Schieren (* 1963) ist ein deutscher Pädagoge und Hochschullehrer.

## Leben
Schieren studierte Philosophie, Germanistik und Kunstgeschichte an der Ruhr-Universität Bochum in Bochum. 1997 promovierte er an der Gesamthochschule Essen zu dem Thema Anschauende Urteilskraft. Methodische und philosophische Grundlagen von Goethes naturwissenschaftlichem Erkennen. Von 1996 bis 2006 arbeitete er als Deutschlehrer an der Rudolf-Steiner-Schule Dortmund und von 2004 bis 2008 als wissenschaftlicher Mitarbeiter an der Universität Paderborn. Seit 2006 hat er eine Gastprofessur am Rudolf-Steiner-University College in Oslo inne. Seit 2008 ist er Professor für Schulpädagogik mit dem Schwerpunkt Waldorfpädagogik und Dekan des Fachbereiches Bildungswissenschaft an der Alanus Hochschule für Kunst und Gesellschaft in Alfter bei Bonn. Sein Forschungsschwerpunkt liegt in der erziehungswissenschaftlichen Erforschung und Diskussion der Theorie und Praxis der Waldorfpädagogik.

## Schriften
Monographien 
- Die philosophischen Quellen der Anthroposophie. Eine Vorlesungsreihe an der Alanus Hochschule. Frankfurt: info3 Verlag, 2022 (als Herausgeber).
- Kinder, Kinder! Perspektiven auf kindliche Entwicklung, Förderung und pädagogische Haltung. Weinheim: Beltz Juventa, 2019 (als Herausgeber mit Stefanie Greubel).
- La pédagogie Waldorf. État des lieux, fondements et perspective. (Handbuch Waldorfpädagogik und Erziehungswissenschaft. Standortbestimmung und Entwicklungsperspektiven. Übersetzung von R. Burlotte) Laboissière-en-Thelle: Editions Triades et Aethera, 2018 (als Herausgeber).
- Handbuch Waldorfpädagogik und Erziehungswissenschaft. Standortbestimmung und Entwicklungsperspektiven. Weinheim: Beltz Juventa, 2016. (als Herausgeber)
- Menschenbild und Pädagogik. Weinheim: Beltz Juventa, 2015. (mit Horst Bauer).
- Persönlichkeit und Beziehung als Grundlage der Pädagogik: Beiträge zur Pädagogik der Person. Weinheim: Beltz Juventa, 2013 (mit Jochen Krautz).
- Pedagogika waldorfska. Wybrane zagadnienia epistemologiczne. Przekład z języka niemieckiego: Barbara Kowalewska, 2012.
- Rationalität und Intuition in philosophischer und pädagogischer Perspektive. Reihe Kulturwissenschaftliche Beiträge der Alanus Hochschule für Kunst und Gesellschaft. Band 3. Frankfurt am Main: Peter Lang Verlag, 2008.
- Bildungsmotive in Kunst und Wissenschaft. Oberhausen: Athena Verlag, 2008.
- Was ist und wie entsteht: Unterrichtsqualität an der Waldorfschule? München: Kopaed-Verlag, 2008.
- Bild und Wirklichkeit. Welterfahrung im Medium von Kunst und Kunstpädagogik. München: Kopaed-Verlag, 2008.
- Anschauende Urteilskraft. Methodische und philosophische Grundlagen von Goethes naturwissenschaftlichem Erkennen. Düsseldorf und Bonn: Parerga-Verlag, 1998.

 Aufsätze, Fachartikel, Rezensionen (Auswahl)
- Waldorfschule vs. Wissenschaft? Interview zusammen mit Heiner Ullrich. In: Psychologie Heute 10/2022.
- Die philosophischen Quellen der Anthroposophie, Neuerscheinung im Info-3-Verlag // Fünf Fragen an den Herausgeber Jost Schieren. Interview auf der Website der Alanus Hochschule, 3. Mai 2022.
- Die These von der ‚Erziehung zur Anthroposophie‘ ist empirisch widerlegt. In: info 3, Januar 2022.
- Statement zu Waldorfschulen und Corona. Auf der Website der Tagesschau, 29. November 2021.
- Corona-Leugnung hat keinen Platz an Waldorfschulen. Interview in: Zeit online, 24. November 2021.
- Waldorfpädagogik und Erziehungswissenschaft – eine Neubesinnung. In: Dirk Rohde (Hrsg.): Waldorfpädagogik – eine Bestandsaufnahme. Beltz Verlag. Weinheim 2021.
- Esoterik - ein Stolperstein der Waldorfpädagogik? In: info 3, Februar 2021.
- Waldorfpädagogik im akademischen Dialog. In: info 3, Januar 2021.
- Waldorf ist keinesfalls eine Weltanschauung. Interview in: Zeit online, 6. Juli 2020.
- Dimensions of the Self in the work of Rudolf Steiner. In: „RoSE“ Reseach on Steiner Education, Vol. 11, Number 2, 2020 (Download als PDF)
- “… we dream our sleep …” – Aphoristic remarks on the mental landscape of Waldorf Education. In: „RoSE” Reseach on Steiner Education, Vol. 11, Number 1, 2020 (Download als PDF)
- Outcome und Standards sind keine Bildung. In: Erziehungskunst, Februar 2019.
- Erziehungskunst – Der Kunstbegriff in der Pädagogik. In: Christian Boettger, Wenzel M. Götte, Claus-Peter Röh (Hrsg.): Selbst entfalten - Welt gestalten. Das Künstlerische in der Waldorfpädagogik. Pädagogische Forschungsstelle. Stuttgart 2019.
- Dimensionen des Ich bei Rudolf Steiner. In: Reinhild Bras, Stefan Hasler (Hrsg.): „Das Tonerlebnis im Menschen“ von Rudolf Steiner. Verlag am Goetheanum. Dornach 2019.
- Waldorfpädagogik und Erziehungswissenschaft. In: Heinz Brodbeck, Robert Thomas (Hrsg.): Steinerschulen heute – Ideen und Praxis der Waldorfpädagogik. Zbinden Verlag. Basel 2019
- Eine Schule für alle. In: Info3, Januar 2019.
- Alanus Hochschule für Kunst und Gesellschaft / Alanus Stiftung Alfter bei Bonn. In: Maren Gronert, Alban Schraut (Hrsg.): Handbuch Vereine der Reformpädagogik. Überregional arbeitende reformpädagogische Vereinigungen sowie bildungsentwicklerisch initiative Einrichtungen mit Brückenfunktion in Deutschland, Österreich, der Schweiz, Südtirol und Liechtenstein. Ergon Verlag. Baden-Baden 2018.
- Anschauende Urteilskraft. Goethes wissenschaftliche Methode. In: Andrea Sunder-Plassmann, Dagmar Wohler (Hrsg.):Sinnlich-ästhetische Wahrnehmung + kreative Prozesse. Revolver Publishing. Berlin 2018.
- „...wir träumen unseren Schlaf...“ Aphoristische Bemerkungen zur Bewusstseinsform der Waldorfpädagogik. In: Leonhard Weiss, Carlo Willmann (Hrsg.): Interesse Initiative Intuition. Zum Lehrerbild der Waldorfpädagogik. Festschrift für Tobias Richter. Reihe: Waldorfpädagogik: Positionen_Praxis_Perspektiven. Bd. 3. Lit Verlag. Wien 2018.
- TÜRKİYE'DE WALDORF EĞİTİMİNE YÖNELİK GİRİŞİMLER. In: Akademik Sosyal Araştırmalar Dergisi, Juli 2017
- Die ästhetische Bildung in der Schuleurythmie. In: Gisela Beck, Axel Föller-Mancini, Stefan Hasler (Hrsg.): Erziehungskünstlerische Motive verwirklichen – Beiträge zur Eurythmiepädagogik. Edition Waldorf, Pädagogische Forschungsstelle. Stuttgart 2016.
- Waldorfpädagogik und Erziehungswissenschaft. Eine Neubesinnung. In: Anke Redecker/Volker Ladenthin (Hrsg.): Reformpädagogik weitergedacht. Ergon Verlag. Würzburg 2016.
- Anthroposophie und Waldorfpädagogik wissenschaftlich begreifen. In: Erziehungskunst, November 2016.
- Das Menschenbild der Waldorfpädagogik. In: Jost Schieren, Horst Bauer (Hrsg.): Menschenbild und Pädagogik. Beltz Juventa. Weinheim 2015.
- Die spirituelle Dimension in der Waldorfpädagogik. In: Peter Loebell, Peter Buck (Hrsg.): Spiritualität in Lebensbereichen der Pädagogik. Diskussionsbeiträge zur Bedeutung spiritueller Erfahrungen in den Lebenswelten von Kindern und Jugendlichen, Verlag Barbara Budrich. Opladen 2015.
- Der Weltanschauungsvorwurf. Vom Einfluss der Anthroposophie auf die Waldorfpädagogik – Eine Frage der Form und des Maßes Rezension zu: Heiner Ullrich: Waldorfpädagogik. Eine kritische Einführung. In RoSE – Research on Steiner Education, Vol 6, Number 1, 2015.
- Das Verständnis der Imagination für den Lernprozess in der Waldorfpädagogik. In: Sowa, Hubert; Glas, Alexander & Miller, Monika (Hrsg.): Bildung der Imagination. Band 2. Athena-Verlag, Oberhausen 2014.
- Was sollen Lehrer können? Kompetenzantinomien im Lehrerberuf. In: Krautz, Jochen/Schieren, Jost (Hrsg.): Persönlichkeit und Beziehung als Grundlage der Pädagogik: Beiträge zur Pädagogik der Person. Weinheim: Beltz Juventa, 2013.
- The Enigma of the Human I – A Challenge for Teachers and in Teacher Training. In: Journal Pedagogical Section at the Goetheanum. Special Edition – World Teachers Conference 2012. Dornach (Schweiz), 2012.
- Das Rätsel des menschlichen Ich – Eine Herausforderung für Lehrer und Lehrerbildung. In: Rundbrief der Pädagogischen Sektion am Goetheanum. Sonderausgabe 2012 zur Weltlehrertagung. Dornach (Schweiz), 2012.
- Das Menschenbild der Waldorfpädagogik. In: erleben und lernen „e&l“. Internationale Zeitschrift für handlungsorientiertes Lernen 20, 2/2012.
- Waldorfpädagogik – Erziehung zur Freiheit. In: Haccius, Manon/Rehn, Götz E. (Hrsg.): Anthroposophische Perspektiven. Köln: DuMont Verlag, 2012.
- Das Lernverständnis der Waldorfpädagogik. In: „RoSE“ Research on Steiner Education, Vol. 3, Number 1, 2012.
- Die Wissenschaftlichkeit der Anthroposophie. In: „RoSE“ Research on Steiner Education, Vol. 2, Number 2, 2011.
- Die goethesche Bewusstseinshaltung der Waldorfpädagogik. In: Paschen, Harm (Hrsg.): Erziehungswissenschaftliche Zugänge zur Waldorfpädagogik. Wiesbaden: VS Verlag für Sozialwissenschaften, 2010.
- Goethes Perspektive der Entwicklung. In: Schad, Wolfgang (Hrsg.): Evolution als Verständnisprinzip in Kosmos, Mensch und Natur. Stuttgart: Verlag Freies Geistesleben, 2009.
- Perspektiven anthroposophischer Forschung. In: Grimm, Rüdiger/Kaschubowski, Götz (Hrsg.): Kompendium der anthroposophischen Heilpädagogik. München: Reinhardt-Verlag, 2008.
- Die Veranlagung intuitiver Fähigkeiten in der Pädagogik. In: Schieren, Jost (Hrsg.): Rationalität und Intuition in philosophischer und pädagogischer Perspektive. Reihe Kulturwissenschaftliche Beiträge der Alanus Hochschule für Kunst und Gesellschaft. Band 3. Frankfurt am Main: Peter Lang Verlag, 2008.
- Goethes meditatives Naturerkennen. In: Schieren, Jost (Hrsg.): Rationalität und Intuition in philosophischer und pädagogischer Perspektive. Frankfurt am Main: Peter Lang Verlag, 2008.
- Spirituelle Hochschulbildung. In: Schieren, Jost (Hrsg.): Bildungsmotive in Kunst und Wissenschaft. Oberhausen: Athena Verlag, 2008.
- Schluss, Urteil, Begriff – Die Qualität des Verstehens. In: Schieren, Jost (Hrsg.): Was ist und wie entsteht: Unterrichtsqualität an der Waldorfschule? München: Kopaed-Verlag, 2008.
- Ästhetische Bildung – Zum Kunstverständnis der Waldorfpädagogik. In: Schieren, Jost (Hrsg.): Bild und Wirklichkeit. Welterfahrung im Medium von Kunst und Kunstpädagogik. München: Kopaed-Verlag, 2008.
- Kompetenzerwerb im Spannungsfeld von Waldorflehrerausbildung und universitärer Ausbildung – zum „Modellversuch doppelqualifizierende Lehrerausbildung“ an der Alanus Hochschule. In. Hilligus, Annegret Helen/Rinkens, Hans-Dieter (Hrsg.): Standards und Kompetenzen – neue Qualität in der Lehrerausbildung? Neue Ansätze und Erfahrungen in nationaler und internationaler Perspektive. Berlin: Paderborner Lehrerausbildungszentrum (PLAZ), 2006.
- „Modellversuch doppelqualifizierende Lehrerbildung“ an der Alanus Hochschule. In: Bauer, Horst Philipp/Schneider, Peter (Hrsg.): Waldorfpädagogik. Perspektiven eines wissenschaftlichen Dialogs. Frankfurt am Main: Peter Lang Verlag, 2005.
- Perceptual Power of thinking. Goethes scientific method as a way of understanding nature. In: Conferencia Brasileira de Agricultura Biodinamica. A Dissociacao entre Homen e Ntureza. Sao Paulo (Brasilien): USP – Cidade Universitaria, 2000.
- Anschauende Urteilskraft und seelische Beobachtung. Goethe und Steiner. In: Info 3, Mai 1999.
- Goethes forste Harzreise – en biografisk studie. (Übersetzung) In: Cogito. Perspektiver 2. Tankesmie for Kunst, Filosofie, Litteratur og Samtid. Hasselbo (Norway), 1998.
- Grunnmotiver i Goethes Eventyr – en studie i goetheanistik realsymbolik. In: Cogito. Perspektiver 3. Tankesmie for Kunst, Filosofie, Litteratur og Samtid. Hasselbo (Norway), 1998.

## Forschungs- und Entwicklungsprojekte
- INTERNATIONAL CAMPUS WALDORF (ICW)[1]
- Anthropologie der Waldorfpädagogik und der anthroposophischen Heilpädagogik[2]
- Graduiertenkolleg Waldorfpädagogik[3]

## Mitgliedschaften
- Graduiertenkolleg Waldorfpädagogik an der Alanus Hochschule, Leitung.[4]
- Mitglied des Vorstandes der Pädagogischen Forschungsstelle beim Bund der Freien Waldorfschulen.[5]
- „RoSE“ – Research on Steiner Education (www.rosejourn.com). Mitbegründer und Herausgebermitglied des Online-Journals.[6]
- „INASTE“ – International Network of Academic Steiner Teacher Education (www.inaste.com). Mitbegründer und Mitglied.[7]
- RSUC – Rudolf-Steiner-University-College in Oslo, Visiting Professor.[8]
- Senat der Alanus Hochschule, Mitglied.
- DGfE – Deutsche Gesellschaft für Erziehungswissenschaft, Mitglied der Sektion Schulpädagogik.[9]
- „Anthroposophie“ – Zeitschrift der Anthroposophischen Gesellschaft in Deutschland, Leitender Redakteur.
- Research Institute for Waldorf Education (USA), Board Member.[10]